# 9626 Stanley
9626 Stanley (1993 JF1) là một tiểu hành tinh vành đai chính được phát hiện ngày 14 tháng 5 năm 1993 bởi E. W. Elst ở Đài thiên văn Nam Âu.